# زلزال أكادير 1960
زلزال أكادير 1960 هو زلزال مدمر وقع بأكادير في 29 فبراير، 1960 ،على الساعة 23:40 مساء. وكان أكثر الزلازل فتكا وتدميرا في التاريخ المغربي بدرجة 5.7 على سلم ريشتر من تسع مستويات، حيث قتل حوالي 15،000 شخص (حوالي ثلث سكان المدينة في ذلك الوقت) وجرح 12،000 آخرين. وترك مالا يقل عن 35،000 شخصا بلا مأوى وبلغت خسائره 290 مليون دولار.

## خسائر
بلغ عدد خسائر الأرواح حوالي 15.000 قتيل و12.000 جريح. من بينهم ما يقدر ب 1.500 يهودي من أصل 2.300. شهدت أكادير درجة حرارة عالية خلال الزلزال وبعد أيام من حدوثه  حيث تراوحت الحرارة ما بين 30 و41 درجة مئوية مما عجل بتحلل الجثث.  و كما تم تدمير جميع المؤسسات اليهودية في اكادير تضررت معظم الأحياء الرئيسية للمدينة: تالبورجت، فونتي، إحشاش وأنزا
وبعض المدن مثل إنزڭان.

## خسائر القرى المجاورة
أصيبت قرى مجاورة لأكادير في الزلزال، و هدمت فيها منازل و مات فيها الناس، ولم ينتبه لها أحد، كما أنها لم تتبادر إلى ذهن المسؤولين إلا بعد مرور أيام، إذ هول الكارثة جعل أفئدتهم و عقولهم ترتكز على المدينة، و ظنوا أن الزلزال لم يحل إلا بها.
ولما نبه بعض المسؤولين إلى أمرها، أرسلوا طائرة هليكوبتر لتقوم باستطلاع فوق القرى الصغيرة بين قمم جبال الأطلس الكبير، واكتشفت أن هناك قرى تضررت من الزلزال، بل منها من دمر عن آخره، فأسرع المسؤولون و أرسلوا إليها جنودا من القوات المسلحة الملكية الذين نقلوا إلى الضحايا مواد الإسعاف و الأغذية و الملابس على ظهور البغال، و كان الطريق منعدما و المسالك وعرة، حيث لم يصلوا إليها إلا بشق الأنفس، أما القرى التي تبين فيما بعد أنها متضررة و مات فيها الناس هي:
تكاديرت نايت لمين: 72
إيفركس: 15
تكاديرت أوفلا: 130
أنوفيك: 62
أدوار ن تدارت أكادير: 15
إيمي إيميكي: 43
توريرت: 28
أورير أسرسيف : 221
أيت حمد : 8
وبلغ مجموع الموتى في هذه القرى 594.

## أسباب قوة الزلزال
توجد عدة أسباب تفسر أضرار الزلزال التي حدثت في أكادير، من أبرزها أن مدينة أكادير كانت مباشرة على مركز الزلزال وبالضبط في المنطقة المأهولة بالسكان، بالإضافة إلى البنية الجيولوجية للمنطقة حيث تقع أكادير في نقطة اتصال جيولوجي بين سلسلة الأطلس الكبير وسهل سوس، وتتميز تربتها بأنها رخوة وتتعرض للهشاشة بفعل تآكل الصخور، كما ساهمت طبيعة الأبنية والمواد المستعملة في بنائها إلى انهيارها بسهولة عكس البنايات الأخرى التي صمدت في وجه الزلزال.

## بعد الزلزال
قد تم إخلاء المدينة بعد يومين من الزلزال من أجل تجنب انتشار الأوبئة.بعد ذلك شُيدت أكادير على بعد 2 كيلومتر إلى الجنوب من الموقع الأصلي بطلب من   الملك الراحل محمد الخامس حيث قال:
وضع حجر الأساس للمدينة الجديدة في 30 يونيو 1960 وأعيد بناء المدينة وتطويرها مع الحفاظ على مينائها وهويتها البحرية والسياحية، حيث تم إنشاء مركز مدينة جديد مع طرق جميلة وواسعة ومجهزة بالمتاجر والخدمات والبنى التحتية الفندقية الحديثة.

## وصلات خارجية
- Historical Earthquakes - Agadir نسخة محفوظة 26 سبتمبر 2006 على موقع واي باك مشين. - الماسح الجيولوجي الأمريكي
- 1960: Thousands dead in Moroccan earthquake - bbc.co.uk (On this day)
- Pictures of the earthquake
- A hotel, before and after the earthquake نسخة محفوظة 18 أغسطس 2006 على موقع واي باك مشين.